# Qulin
La ville américaine de Qulin (en anglais [ˈkjuːlɨn]) est située dans le comté de Butler, dans l’État du Missouri. Lors du recensement de 2010, elle comptait 458 habitants.

## Source
- (en) Cet article est partiellement ou en totalité issu de l’article de Wikipédia en anglais intitulé « Qulin, Missouri » (voir la liste des auteurs).